# Regió de Davao
La regió de Davao (en filipí Rehiyon ng Davao, en anglès Davao Region), també anomenada Mindanao Meridional, és una regió de les Filipines, designada com a Regió XI. La regió s'estén per la part sud-oriental de l'illa de Mindanao, i comprèn també illes menors com Samal, Balut i Sarangani. Consta de quatre províncies: Davao del Nord, Davao del Sud, Davao Oriental i la Vall de Compostela, a més de la ciutat autònoma de Davao, que és la capital regional.
La superfície de la regió és de 20.244 km². Segons el cens de 2007, té una població de 4.159.469 habitants.

## Subdivisió administrativa
La regió de Davao està composta per les següents unitats administratives de primer ordre:
| Província/Ciutat               | Capital    | Població (2007) | Àrea (km²) | Densitat de població (per km²) |
| ------------------------------ | ---------- | --------------- | ---------- | ------------------------------ |
| Prov. de Davao del Nord        | Tagum      | 847.440         | 3.427,0    | 247,3                          |
| Prov. de Davao del Sud         | Digos      | 822.406         | 4.223,5    | 194,7                          |
| Prov. de Davao Oriental        | Mati       | 486.104         | 5.670,1    | 85,7                           |
| Prov. de la Vall de Compostela | Nabunturan | 637.366         | 4.479,8    | 142,3                          |
|                                |            |                 |            |                                |
| Ciutat de Davao                | —          | 1.366.153       | 2.443,6    | 559,1                          |
|                                |            |                 |            |                                |
| Regió de Davao                 | Davao      | 4.159.469       | 20.243,9   | 205,5                          |

Tot i que Davao és sovint agrupada dins de la província de Davao del Sud amb finalitats estadístiques per l'Oficina Nacional d'Estadística, com a ciutat altament urbanitzada és administrativament independent de la seva província.